# Judovo
Judovo (macedónul: Јудово) település Észak-Macedóniában, a Délnyugati körzet Kicsevói járásában, 2013-ig a Drugovói járás része volt, ami teljes egészében beolvadt a Kicsevói járásba.

## Népesség
| Lakosok száma | 254  | 299  | 239  | 196  | 94   | 44   | 46   | 27   | 6    |
|               | 1948 | 1953 | 1961 | 1971 | 1981 | 1991 | 1994 | 2002 | 2021 |

2002-ben 27 lakosa volt, akik mindannyian macedónok.